# Jesper Blomqvist
Pour les articles homonymes, voir Blomqvist.
Jesper Blomqvist (né le 5 février 1974 à Umeå) est un footballeur suédois. Il est reconverti entraîneur depuis 2008.

## Biographie
Ce milieu de terrain offensif gauche a joué dans deux des plus grands clubs européens au Milan AC et à Manchester United.
Il fut international suédois à 30 reprises entre 1994 et 2003. Il a notamment disputé la coupe du monde 1994.
En 2017, il participe et remporte la 12e édition de Let's Dance, la version suédoise de Danse avec les stars.

## Palmarès

### En club
- Vainqueur de la Ligue des Champions en 1999 avec Manchester United
- Champion de Suède en 1993, en 1994, en 1995 et en 1996 avec l'IFK Göteborg, en 2003 et en 2005 avec Djurgårdens
- Champion d'Angleterre en 1999, en 2000 et en 2001 avec Manchester United
- Vainqueur de la Coupe d'Angleterre en 1999 avec Manchester United
- Vainqueur de la Coupe de Suède en 2004 et en 2005 avec Djurgårdens

### EnÉquipe de Suède
- 30 sélections entre 1994 et 2003
- Participation à la Coupe du Monde en 1994 (1/2 finaliste)